# Dziektarzewo (gmina)
Dziektarzewo – dawna gmina wiejska istniejąca w XIX wieku w guberni płockiej. Siedzibą władz gminy było Dziektarzewo.
Za Królestwa Polskiego gmina Dziektarzewo należała do powiatu płońskiego w guberni płockiej.
Brak informacji o dacie likwidacji gminy, lecz w wykazie z 1887 roku gmina jest już zniesiona, a Dziektarzewo należy do gminy Sarbiewo.